# Bonaparte quiere vivir tranquilo

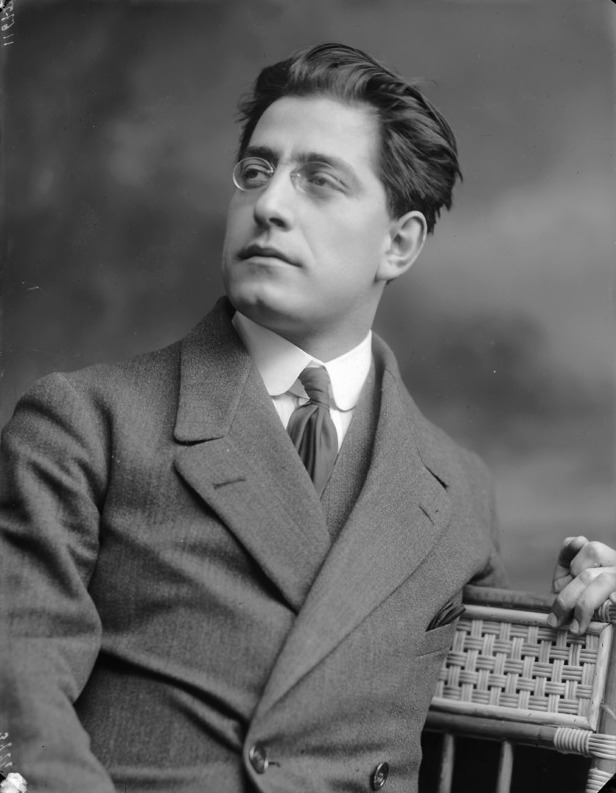
G. Forzano antes de 1932.

Bonaparte quiere vivir tranquilo (Don Buonaparte) es una obra de teatro en tres actos del dramaturgo italiano Giovacchino Forzano publicada en 1931.

## Argumento
A principios del siglo XIX, a Cetardo, una pequeña aldea de la Toscana, llegan lejanos emisarios del emperador Napoleón Bonaparte. Llevan una propuesta para el anciano párroco del lugar, Don Jerónimo, al que se le ofrece el título de cardenal, por la simple razón de que Don Jerónimo resulta ser tío del emperador. Todo el pueblo se altera, pero el anciano cura decide optar por la tranquilidad de su aldea, y rechaza la oferta.

## Adaptaciones
En 1941, se realizó una adaptación cinematográfica, dirigida por Flavio Calzavara, con Ermete Zacconi encarnando al personaje principal.

## La obra en España
La pieza fue traducida por Fernando Abril y adaptada libremente por José María Pemán. Se estrenó el 17 de diciembre de 1964 en el Teatro Talía de Barcelona, con un elenco encabezado por el actor Paco Martínez Soria (Don Jerónimo), acompañado por Carmen Alonso de los Ríos, Milagros Pérez de León, Paco Melgares, Aparicio Rivero y África Martínez, y con decorados de Sigfrido Burmann. 
El 1968, se emitió una versión de esa adaptación, hecha a partir de dicha traducción, en el espacio de TVE Estudio 1, con dirección de Gustavo Pérez Puig, y con este reparto: Mercedes Prendes (Mattea), Manuel Peiró (Angelo), Juanito Navarro (el Padre Jerónimo), Álvaro de Luna (Salvatore), Carla Martín (Silvia), Nela Conjiu (Anna), Manuel Alexandre (el Médico), Amparo Baró (María), Rogelio Madrid (el Caporal), José Luis Lespe (el Capitán), Vicente Soler (el General), Adolfo Thous (el Aldeano 1º), Ricardo G. Lilló (el Aldeano 2º), Rafael Feijóo (el Aldeano 3º), Manuel López-Sierra (el Aldeano 4º), Alfonso Paz (el Aldeano 5º),	Roberto Llamas (Fray Silvestro), Vicente Haro (el Abogado), José Blanch (el Campesino) y Verónica Luján (Isabella).